# 普度寺
普度寺，又名玛哈噶喇庙，位于北京市东城区普度寺前巷35号，是一座藏传佛教格鲁派寺院，也是故宫外八庙之一。

## 历史

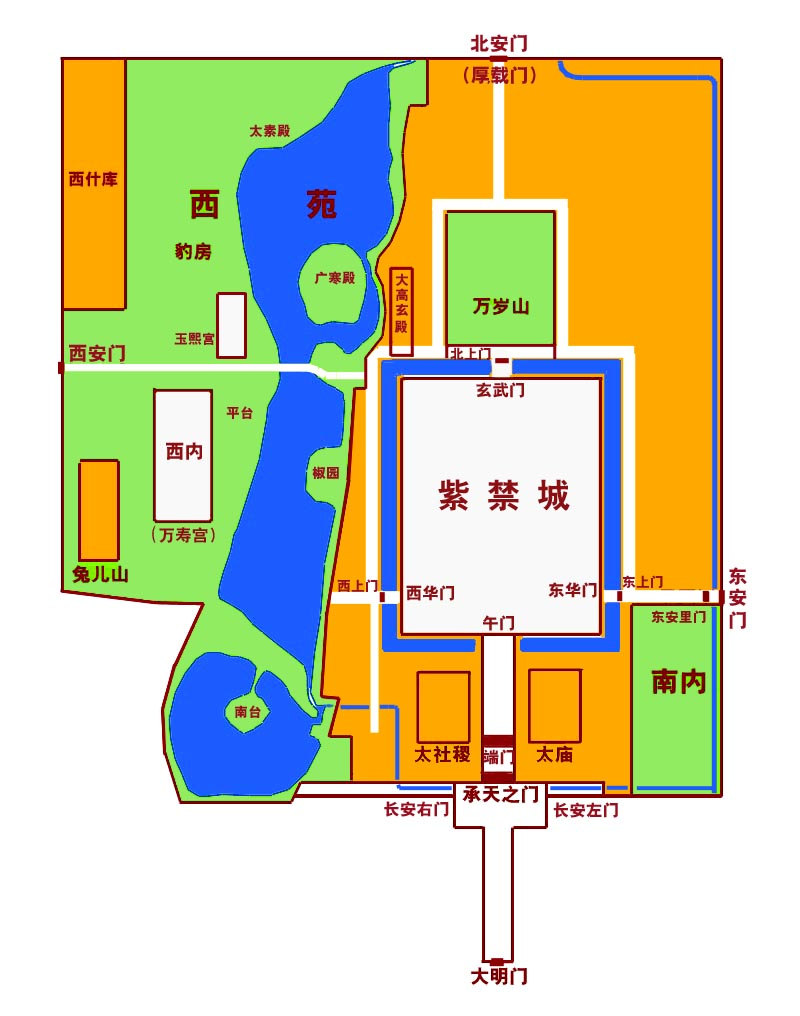
明朝北京皇城，右下方可见“南内”。今普度寺寺址即位于明朝的南内之中。

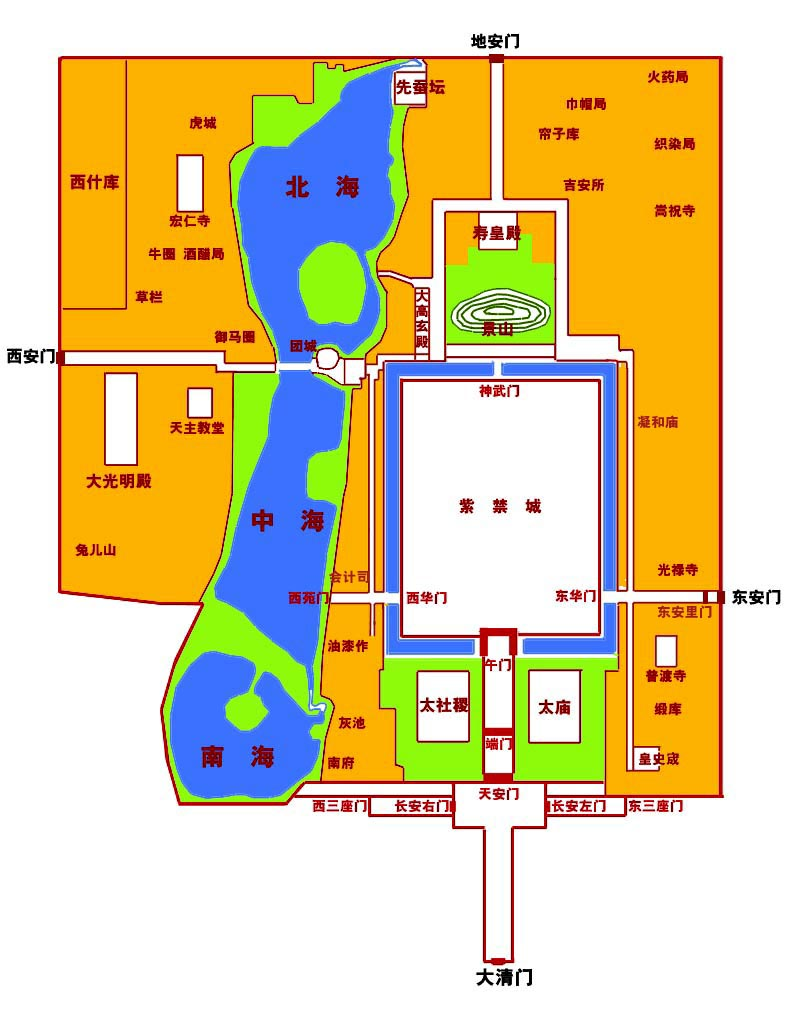
清朝北京皇城，右下方可见“普度寺”。

普度寺地处南池子大街以东，邻近紫禁城东华门，是清朝北京皇城内的皇家寺院之一。主供玛哈噶喇（大黑天）。
玛哈噶喇，即“大黑天”，是藏传佛教密宗的护法神，是神力、武功、财富的象征。玛哈噶喇是藏语，源于梵文“Mahakala”，意为“大黑天神”。
明朝，普度寺的所在地曾为皇宫“东苑”（又称南内、南城、小南城）中的“重華殿”，其南界位于如今的缎库胡同，明朝土木堡之變後，明英宗返國後被軟禁於此，明朝末年被毁。清朝顺治初年，此地改建为摄政王多尔衮的“睿亲王府”。顺治七年（1650年），多尔衮死在喀喇河屯行宫。二月之后，多尔衮被追夺王爵，王府上缴。康熙三十三年（1694年），缩小该府规模，将其南部改建成缎匹库，北部改建成玛哈噶喇庙，庙内供奉护法神大黑天。乾隆四十一年（1776年），乾隆帝赐名“普度寺”。普度寺正殿名为“慈济殿”，乾隆帝御书“慈济殿”匾额，正殿、山门两侧保留或者兴建了行宫院、方丈院、小佛殿、僧寮等建筑。据说“寺左为黑护法佛殿，内藏铠甲弓矢，皆清摄政睿亲王旧物也。寺内有诺们罕绰尔济呼图克图仓。”中华民国时期，张江裁所著的《燕京访古录》记载，该寺“为元代所建，正殿供奉欢喜佛”，但这种说法不见于清朝文献，所以恐不确切。
謠傳普度寺寺址在元朝曾为皇家祭祀设施——太乙神坛的所在地，此说法不对。經过考证，太乙神壇在明朝“南内”崇質宮（明英宗被軟禁處）的位置上，與北京皇城西南角的慶壽寺相對，均在元朝皇城城牆外。其具体位置当在清朝的普胜寺附近。
清朝末年至民国年间，普度寺被军队或其他机构占用，仅剩下山门、正殿、方丈院等建筑保存较好，其它建筑先后被拆改，失去原貌。普度寺里有民国时期建立的“国民三小”，后称“普度寺小学”，后来又改称“南池子小学”。中华人民共和国成立后，普度寺的中间部分被南池子小学使用，周边部分迁入居民，新建了大量平房作为居民住宅。1984年，“普度寺大殿”被定为北京市文物保护单位。
2001年9月，普度寺的修缮和复建工作启动。2002年至2003年，政府投资迁出占用普度寺大殿的南池子小学以及住在寺界内的186户居民，全面修复了普度寺的台基、正殿、山门、方丈院北房（位于正殿西侧），其他房屋基址在进行考古发掘后回填保护，其上进行绿化，整个普度寺成为居民小区内的公共活动场所。山门前的东侧立有一人高的多尔衮半身雕像，底座上写有“睿亲王多尔衮”。
2005年，北京市地方税务局在普度寺大殿内建立了北京税务博物馆。2007年5月16日，北京税务博物馆开放。该博物馆在普度寺山门内的广场两侧立有十二座楔形石墩，石墩斜面上刻有12位世界税收思想代表人物的头像及其理论。其中，广场东侧是6位中国税收思想代表人物：管仲、商鞅、桑弘羊、王安石、张居正、严复，广场西侧是6位西方税收思想代表人物：孟德斯鸠、亚当·斯密、大卫·李嘉图、约翰·穆勒、凯恩斯、马斯格雷夫。进入普度寺大殿，迎面是深灰色仿制石墙，墙上嵌有七个金色大字“北京税务博物馆”，大殿内展出当代北京税收展。其他房屋内展出清朝崇文门“户关”情景以及大批税收文物。普度寺变成北京税务博物馆之后，大殿一直未对社会开放，直至其从普度寺迁出。
2011年5月8日，北京三品美术馆租用普度寺开馆。三品美术馆是一家民间非营利性美术馆，由深圳市千金方文化发展有限公司投资兴建。三品美术馆租用了普度寺山门、大殿。过去北京税务博物馆在广场两侧立的12位世界税收思想代表人物的头像及其理论也被撤除。普度寺的园林部分继续向社会免费开放。
2013年，“普度寺”被列为第七批全国重点文物保护单位。

## 建筑
普度寺建在砖砌高台上，平均高度大约3米，四周建有宇墙，这座高台是明朝重华宫寝宫部分的基座。砖台正中有台阶，正对着普度寺山门。普度寺现存的主要原有建筑包括山门、正殿（慈济殿）、方丈院北房：
- 山门：面阔三间，进深七檩，大式硬山顶，顶覆绿琉璃瓦，调大脊，两端安有吻兽，墙体红色。山门正面明间辟有白石拱门，两次间是装饰性的白石拱窗，石雕仿木菱花扇。山门背面出廊，金步明间装板门，两次间白石券窗与正面相同。山门内的彩画保存较好，是金龙和玺式彩画，等级很高，应当属于睿亲王府时期的遗物。山门的建筑形制是佛寺山门，屋顶的琉璃等级则高于正殿，或许是睿亲王府改为佛寺后，对外观进行过变更。[1]
- 正殿（慈济殿）：建在石须弥座上，殿身未占满整个须弥座，须弥座的比例及雕刻都带有明代的特征，所以该须弥座应是明朝重华宫寝殿原有的台基，后建的普度寺大殿则比原有的重华宫寝殿规模小。正殿殿身面阔七间，进深三间，前出抱厦面阔三间，进深一间，整个正殿外加一周围廊。正殿为单檐歇山顶，调大脊，安有吻兽，削割瓦绿琉璃剪边；抱厦为卷棚歇山顶，绿琉璃瓦黄剪边。全殿的廊内砌有砖墙，正面、山面均开有大支窗，下肩饰有六方绿琉璃砖。正殿内的东部隔出两间内室。外檐出檐成为三层椽，没有斗栱，柱头饰有兽面木雕，雀替形式较为特殊，室内彩画有许多是博古题材，整座建筑明显带有关外满族宫室的特征，可确定该殿是清朝顺治初年新建的睿亲王府大殿，抱厦用瓦的等级高于主殿，也许是乾隆年间新加的。抱厦内的东南角有一座石砌圆坑，直径4.8米，深约1.5米，北侧有石阶可以下到坑底。坑口四周有八组石雕图案，刻有水波、神仙、怪兽，该坑的用途及雕刻题材有待考证。如果抱厦是后来兴建，那么该石坑原本处在室外，其用途也许是满族萨满教祭祀用的设施。[1]
- 方丈院：大殿以西留存有方丈院北房五间，七檩前出廊，硬山筒瓦过垄脊。[1]

山门内西侧，有《普度寺修缮记》石碑，《普度寺修缮记》石碑的西侧，是一片空地，堆放着该寺旧有的石构件若干。普度寺2002年修缮过程中发现了一对文物石墩，被园林专家设计为喷泉。现在其中一只位于普度寺大殿东侧的园林内，石墩中央原有洞，被设计为喷泉出水口，水漫过石墩流到四周地上的下水道里。该喷泉已在2000年代停用。